# São José do Seridó
São José do Seridó là một đô thị thuộc bang Rio Grande do Norte, Brasil. Đô thị này có diện tích 174,504 km², dân số năm 2007 là 4220 người, mật độ 24,2 người/km².